# Takeda (Familienname)

Mon des Takeda-Klans

Takeda (武田) ist ein japanischer Familienname.

## Namensträger
- Alexandr Hilário Takeda Sakai dos Santos Fier (* 1988), brasilianischer Schachspieler, siehe Alexandr Fier
- Arata Takeda (* 1972), japanischstämmiger Literatur- und Kulturwissenschaftler
- Ayuka Takeda (* 1990), japanische Skispringerin
- Dai Takeda (* 1989), japanischer Fußballspieler
- Daisaku Takeda (* 1973), japanischer Ruderer
- Eijirō Takeda (* 1988), japanischer Fußballspieler
- Gen’yō Takeda (* 1949), japanischer Manager
- Takeda Goichi (1872–1938), japanischer Architekt
- Hideaki Takeda (* 1985), japanischer Fußballspieler
- Hidetoshi Takeda (* 2001), japanischer Fußballspieler
- Hiroaki Takeda (* 1975), japanischer Marathonläufer
- Hiroyuki Takeda (* 1983), japanischer Fußballspieler
- Takeda Hisashi (1894–1967), japanischer Offizier, Generalleutnant des Kaiserlich Japanischen Heeres
- Takeda Izumo I. († 1747), japanischer Puppenspieler und Autor
- Takeda Izumo II. (1691–1756), japanischer Puppentheater-Autor
- Jirō Takeda (* 1972), japanischer Fußballspieler
- Takeda Kanryūsai († 1867), japanischer Samurai
- Kazuhiko Takeda, japanischer Jazzmusiker
- Kazunori Takeda (1939–1989), japanischer Jazzmusiker
- Takeda Katsuyori (1546–1582), japanischer Daimyō
- Kotaro Takeda (* 1997), japanischer Fußballspieler
- Takeda Kōunsai (1803–1865), japanischer Samurai
- Malaya Stern Takeda (* 1997), US-amerikanisch-japanische Schauspielerin
- Mie Takeda (* 1976), japanische Biathletin
- Miho Takeda (* 1976), japanische Synchronschwimmerin
- Naotaka Takeda (* 1978), japanischer Fußballspieler
- Nobuhiro Takeda (Fußballspieler, 1965) (* 1965), japanischer Fußballspieler
- Nobuhiro Takeda (* 1967), japanischer Fußballspieler
- Rina Takeda (* 1991), japanische Schauspielerin
- Takeda Rintarō (1904–1946), japanischer Schriftsteller
- Ryōta Takeda (* 1968), japanischer Politiker
- Setsuko Takeda (1924–2012), japanische Politikerin
- Shinji Takeda (* 1972), japanischer Schauspieler und Musiker
- Shōhei Takeda (* 1994), japanischer Fußballspieler
- Tadashi Takeda (* 1986), japanischer Fußballspieler
- Taichi Takeda (* 1997), japanischer Fußballspieler
- Takeda Taijun (1912–1976), japanischer Schriftsteller
- Takuma Takeda (* 1995), japanischer Fußballspieler
- Tsunekazu Takeda (* 1947), japanischer Springreiter und Sportfunktionär
- Tsuyoshi Takeda (* 1987), japanischer Leichtathlet
- Yōhei Takeda (* 1987), japanischer Fußballspieler
- Yūsuke Takeda (* 1991), japanischer Fußballspieler

## Mitglieder des Takeda-Klans
- Takeda Harukiyo (157?–1582), Adoptivsohn des Takeda Katsuyori
- Takeda Katsuyori (1546–1582), japanischer Regionalfürst, Shingens Sohn
- Takeda Masayoshi (?–1343), japanischer Regionalfürst
- Takeda Nobuchika (1541–1582), Bruder des Takeda Katsuyori
- Takeda Nobukado (1529–1582), japanischer General der Sengoku-Zeit
- Takeda Nobukatsu (1567–1582), Sohn des Takeda Katsuyori
- Takeda Nobumasa (1447–1505), japanischer Regionalfürst
- Takeda Nobumitsu (1162–1248) (武田信光), japanischer Regionalfürst
- Takeda Nobumitsu († 1417) (武田信満), japanischer Regionalfürst
- Takeda Nobumori, japanischer Regionalfürst
- Takeda Nobushige (1386–1450) (武田信重), japanischer Regionalfürst
- Takeda Nobushige (1390–1465) (武田信繁), japanischer Regionalfürst
- Takeda Nobushige (1525–1561) (武田信繁), japanischer General
- Takeda Nobutake (1292–1359), japanischer Regionalfürst und Mönch
- Takeda Nobutora (1494–1574), japanischer Regionalfürst, Shingens Vater
- Takeda Nobutsuna, japanischer Regionalfürst
- Takeda Nobuyoshi (1128–1186) (武田信義), japanischer Regionalfürst
- Takeda Nobuyoshi (1583–1603) (武田信吉), japanischer Regionalfürst
- Takeda Shingen (1521–1573), japanischer Regionalfürst
- Takeda Sōkaku (1859–1943), japanischer Samurai und Kampfkunstlehrer
- Takeda Yoshinobu (1538–1567), Bruder des Takeda Katsuyori

## Fiktive Figuren
- Inspektor Kenjiro Takeda, japanische Titelfigur einer Krimi-Reihe von Daniel Bielenstein